# Estádio Odilon Flores
O Estádio Odilon Flores é um estádio de futebol situado no município de Mineiros, no interior do estado de Goiás. 
Pertence ao Mineiros Esporte Clube, fundado em 20 de janeiro de 1977 e também conhecido como MEC. Tem capacidade de aproximadamente 7.000 espectadores. Já sediou jogos importantes, como Mineiros x Atlético Mineiro, pela Copa do Brasil de 2006, ocasião em que a Águia conseguiu uma de suas principais conquistas: vencer um time de série A em nível nacional.

## Interdição
Depois de anos sendo a casa do Mineiros Esporte Clube, em 23 de agosto de 2014, o Odilon Flores foi interditado pela justiça, por não atender as necessidades básicas para disputa de jogos. Em 2016, o estádio foi novamente interditado pela Justiça.
Em 2017 a Prefeitura Municipal de Mineiros afirmou investir mais de R$ 40 mil reais em benfeitorias no estádio.